# Batalla de Ordal
La batalla de Ordal fue un combate de la guerra de la Independencia Española librado en la localidad de Ordal entre los días 12 y 13 de septiembre de 1813 entre las fuerzas francesas del mariscal Louis Suchet y las anglo-españolas mandadas por William Bentinck. Fue la última victoria del ejército francés en la península ibérica.

## Antecedentes
El 4 de julio de 1813 el general Suchet había ordenado la retirada de sus tropas de Valencia hacia el norte para regresar a Francia. Llegaron a Vilafranca por primera vez el 13 de agosto con 30.000 soldados franceses. Volvieron a Tarragona dejándola destruida, ⁣ el día 20 de agosto las tropas francesas volvieron a Villafranca que abandonaron dos días después, aunque los conflictos continuaron en el Panadés. Suchet avanzó en dirección al Llobregat, donde le esperaban las tropas anglo-españolas del comandante William Bentnick.

## La Batalla
Suchet sobre las ocho de la tarde, habiendo reunido tropas de los generales Habert y Harpise y caballería de Molins de Rey. Se dirigió hacia la cruz de Ordal con la intención de ocupar las alturas y reunirse con el general Decaen, para luego descender sobre el general Bentinck en Villafranca. Los franceses cruzaron el puente del Lledoner sobre las once de la noche, donde no se encontraron soldados anglo-españoles. Pronto empezaron a desplegarse sobre el desfiladero frente a Ordal.
El ruido de la columna francesa alertó a una patrulla de caballería española, que trotaba por la carretera y disparó inmediatamente contra los soldados franceses. El general Mesclop, que dirigía la columna de la división de Harispe, envió a los Voltigeurs de la séptima línea y más tarde al resto del regimiento para darle apoyo. Mientras tanto, la línea 44 se desplegó a su izquierda, provocando que los soldados anglo-españoles fueran atacados de frente y derecha por las tropas francesas. Frederick Adam había quedado herido gravemente desde el inicio del enfrentamiento, dejando al mando al coronel Reeves, que decidió retirarse. Los cañones fueron enviados a retaguardia, tiempo después Reeves resultó herido. Las tropas inglesas no podían soportar más.
El coronel Carey empezó a llevar al centro a su batallón para atacar desde el flanco francés, pero cuando le informaron que el ala derecha se había retirado decidió llevar sus tropas hacia el ala izquierda sin apenas recibir perdidas y luego se retiró a San Sadurní. Los tres batallones españoles restantes y el 27.º conocido como "Inniskillings", intentaron retirarse a las alturas flanqueando a los franceses. Bajo el mando del coronel Torres, les ganaron altura a los franceses, mientras eran perseguidos por los soldados de Habert por la derecha y de Harpise por el frente. Próximamente, se dispersaron por la ladera opuesta e intentaron tomar la carretera de Villafranca. Tras tres horas de larga batalla, los franceses habían ganado la cima de la colina. Las tropas del general Delort fueron enviadas con el 4.º de húsares, que cargaron contra los Brunswickers Negros, tomaron cuatro cañones montados y trajeron de regreso unos quinientos prisioneros. Finalmente, Suchet había despejado el camino a Vilafranca.

## Consecuencias
Tras la batalla de Ordal las tropas francesas se escamparon por las poblaciones de la Granada, San Cugat Sasgarrigas, San Sadurní y Villafranca que fue tomada el 13 de septiembre, produciendo diversos saqueos, finalmente las tropas abandonaron el Panadés el 17 de septiembre.
En recordatorio al bicentenario de la batalla, el 13 de septiembre de 2013 fue colocado un monumento conmemorativo junto a la cruz de Ordal, monumento que explica los detalles de la batalla, formada de cuatro laterales en catalán, español, francés e inglés.